# Югай, Александр Фомич
Александр Фомич Югай (6 января 1901 — неизвестно) — советский учёный-правовед, кандидат юридических наук, доцент кафедры государственного и международного права Саратовского юридического института им. Д. И. Курского, специалист по конституционному праву.

## Биография
Александр Фомич Югай родился 6 января 1901 года в селе Краббе (ныне Хасанский район Приморского края) в корейской семье рыбаков. В юношеском возрасте работал засольщиком рыбы.
- 1916 год — 1919 год — учёба в начальной школе в Николаевске-на-Амуре.
- 1925 год — принят в члены ВКП(б).
- 1925 год — 1928 год — учёба на вечернем рабфаке во Владивостоке.
- 1928 год — 1929 год — учёба на партийных курсах при Дальневосточном Крайкоме ВКП(б) в Хабаровске.
- 1930 год — 1931 год — учёба на высших партийных курсах советского строительства при ВЦИК ВКП(б) в Москве.
- 1931 год — принят в члены союза работников высшей школы.
- 1931 год — 1935 год — учёба в Институте красной профессуры по специальности советское строительство и право в Москве.
- 1941 год — защита кандидатской диссертации на тему «Развитие и природа автономных советских социалистических республик»[1].

После окончания Института красной профессуры направлен на работу в Саратов, где работал преподавателем Саратовской областной партийной школы, а после защиты кандидатской диссертации, доцентом кафедры государственного и международного права Саратовского юридического института им. Д. И. Курского. В сферу научных интересов входило изучение правовой природы федерализма и правового регулирования административно-территориального устройства.

## Семья
- Жена — Тен, Анна Борисовна — кандидат экономических наук, доцент кафедры политэкономии Саратовского педагогического института, затем Саратовского сельскохозяйственного института.
- Дочь — Югай, Татьяна Александровна — доктор экономических наук, профессор.

## Награды
- Медаль «За доблестный труд в Великой Отечественной войне 1941—1945 гг.»
- Медаль «За трудовую доблесть»

## Публикации

### Монографии
- Югай А. Ф. Местные Советы депутатов трудящихся. — Саратов: Саратовское книжное издательство, 1953. — 24 с.

### Статьи
- Югай А. Ф. К вопросу о возникновении и развитии форм федеративной связи между независимыми национальными советскими республиками в первой половине 1919 года // Научная конференция. Тезисы докладов : сборник. — Саратов: Издательство СЮИ им. Д. И. Курского, 1954. — С. 34—39.
- Югай А. Ф. К вопросу о характере двусторонних договоров, заключенных между РСФСР и народными советскими республиками Хорезма и Бухары // Научная конференция по итогам научно-исследовательской работы за 1958 год : сборник. — Саратов: Издательство СЮИ им. Д. И. Курского, 1959. — С. 111—114.
- Югай А. Ф. К вопросу об оформлении федеративных отношений между РСФСР и независимыми советскими социалистическими республиками в период иностранной военной интервенции и гражданской войны (1919 г.) // Научная конференция по итогам научно-исследовательской работы за 1957 год. Тезисы докладов : сборник. — Саратов, 1958. — С. 3—5.
- Югай А. Ф. Некоторые вопросы образования советской социалистической федерации // Научная конференция. Тезисы докладов : сборник. — Саратов, 1955. — С. 13—19.
- Югай А. Ф. О государственно-правовой природе Российской Федерации и круге ее субъектов // Советское государство и право в период развернутого строительства коммунизма. Тезисы докладов и научных сообщений (6—9 марта 1962 г.) : сборник. — Харьков, 1962. — С. 90—93.
- Югай А. Ф. О союзном рабоче-крестьянском договоре между Российской Социалистической Федеративной Советской Республикой и Украинской Социалистической Республикой от 28 декабря 1920 г. // Учёные записки СЮИ им. Д. И. Курского : сборник. — Саратов: Коммунист, 1957. — Вып. 6. — С. 105—143.
- Югай А. Ф. Природа и правовое положение автономных советских социалистических республик в системе Союза ССР // Учёные записки СЮИ им. Д. И. Курского : сборник. — Саратов: Коммунист, 1952. — Вып. 3. — С. 20—65.
- Югай А. Ф. Провозглашение Российской советской социалистической федерации и образование ее субъектов в первой половине 1918 года // Учёные записки СЮИ им. Д. И. Курского : сборник. — Саратов: Издательство СЮИ им. Д. И. Курского, 1960. — Вып. 9. — С. 3—41.
- Югай А. Ф. Развитие автономных советских социалистических республик // Учёные записки СЮИ им. Д. И. Курского : сборник. — М.: Юридическое издательство НКЮ СССР, 1940. — Вып. 1. — С. 21—52.
- Югай А. Ф. Федеративные отношения между независимыми национальными советскими республиками в первой половине 1919 года // Учёные записки СЮИ им. Д. И. Курского : сборник. — Саратов: Коммунист, 1957. — Вып. 5. — С. 51—102.